# Seznam medailistů na mistrovství Československa a Česka mužů a žen ve víceboji

### Muži

#### Desetiboj
| Rok          | Místo              | Zlato                   | Výkon             | Stříbro           | Bronz              |
| ------------ | ------------------ | ----------------------- | ----------------- | ----------------- | ------------------ |
| MR ČSR 1945  | Praha              | Miroslav Řihošek        | 5512 bodů         | Zdeněk Šprynar    | Miloslav Novotný   |
| MR ČSR 1946  | Praha              | Zdeněk Chromý           | 5459 bodů         | Bořivoj Kankrlík  | Vladimír Vondráček |
| MR ČSR 1947  | Praha              | Miloslav Moravec        | 6428 bodů         | Zdeněk Chromý     | Jindřich Pěnek     |
| MR ČSR 1948  | Praha              | Miloslav Moravec        | 6390 bodů         | Ján Hurta         | Zdeněk Šprynar     |
| MR ČSR 1949  | Praha              | Miloslav Moravec        | 6707 bodů         | František Kubíček | Jan Zouhar         |
| MR ČSR 1950  | Bratislava         | Zbyněk Příhoda          | 6223 bodů         | František Kubíček | Jan Šnajdr         |
| MR ČSR 1951  | Brno               | Miloslav Moravec        | 6540 bodů         | František Kubíček | Jan Šnajdr         |
| MR ČSR 1952  | Praha              | Zbyněk Příhoda          | 6451 bodů         | Jan Vrabel        | Miroslav Vlček     |
| MR ČSR 1953  | Praha              | Miloslav Vlček          | 5716 bodů         | Oldřich Zikmunda  | Václav Bečvárovský |
| MR ČSR 1954  | Ostrava            | Jan Šnajdr              | 5755 bodů         | Miroslav Vlček    | Vladimír Spáčil    |
| MR ČSR 1955  | Brno               | Jaroslav Filip          | 5631 bodů         | Miroslav Vlček    | Václav Lajbner     |
| MR ČSR 1956  | Bratislava         | Miloslav Vlček          | 5693 bodů         | Miroslav Spáčil   | Zdeněk Melichárek  |
| MR ČSR 1957  | Praha              | Václav Bečvárovský      | 6433 bodů         | Oldřich Zikmunda  | Jan Kebrle         |
| MR ČSR 1958  | Ostrava            | Miloslav Vlček          | 5941 bodů         | Oldřich Zikmunda  | Milan Orendáč      |
| MR ČSR 1959  | Praha              | Václav Bečvárovský      | 6714 bodů         | Josef Habr        | Milan Orendáč      |
| MR ČSSR 1960 | Brno               | Václav Bečvárovský      | 6133 bodů         | Pavel Tošnar      | Milan Pfingstner   |
| MR ČSSR 1961 | Praha              | Josef Habr              | 6349 bodů         | František Taftl   | František Dunda    |
| MR ČSSR 1962 | Ostrava            | Pavel Kurfürst          | 6121 bodů         | Josef Skořepa     | Stanislav Hurtoň   |
| MR ČSSR 1963 | Hradec Králové     | Milan Kotík             | 6432 bodů         | Jan Mádr          | Jiří Čechák        |
| MR ČSSR 1964 | Praha              | Milan Kotík             | 6773 bodů         | Josef Habr        | Jiří Trmal         |
| MR ČSSR 1965 | Zábřeh             | Milan Kotík             | 6836 bodů         | Pavel Kurfürst    | Jan Mádr           |
| MR ČSSR 1966 | Třinec             | Vladimír Novotný        | 6682 bodů         | Jiří Čechák       | František Neckář   |
| MR ČSSR 1967 | Sokolov            | Milan Kotík             | 7078 bodů         | Ivan Sedláček     | Vladimír Novotný   |
| MR ČSSR 1968 | Jablonec nad Nisou | Ivan Sedláček           | 7300 bodů         | Milan Kotík       | Peter Ihring       |
| MR ČSSR 1969 | Považská Bystrica  | Jan Neckář              | 7424 bodů         | Ivan Sedláček     | Petr Krátký        |
| MR ČSSR 1970 | Ostrava            | Petr Krátký             | 7314 bodů         | Luděk Pernica     | Jan Neckář         |
| MR ČSSR 1971 | Praha              | Petr Krátký             | 7385 bodů         | Luděk Pernica     | Jan Neckář         |
| MR ČSSR 1972 | Praha              | Luděk Pernica           | 7713 bodů         | Petr Krátký       | Jan Neckář         |
| MR ČSSR 1973 | Banská Bystrica    | Jan Neckář              | 7379 bodů         | Jiří Čechák       | Jaromír Frič       |
| MR ČSSR 1974 | Praha              | Luděk Pernica           | 7523 bodů         | Jan Neckář        | Jaromír Frič       |
| MR ČSSR 1975 | Bratislava         | Luděk Pernica           | 8019 bodů         | Petr Krátký       | Jaromír Frič       |
| MR ČSSR 1976 | Třinec             | Petr Krátký             | 7964 bodů         | Jaromír Frič      | Luděk Pernica      |
| MR ČSSR 1977 | Ostrava            | Petr Krátký             | 7628 bodů         | Jiří Knejp        | Petr Šárec         |
| MR ČSSR 1978 | Praha              | Petr Šářec              | 7628 bodů         | Ivan Spalovský    | Martin Machura     |
| MR ČSSR 1979 | Praha              | Jiří Knejp              | 7499 bodů         | Ivan Spalovský    | Vladimír Jareš     |
| MR ČSSR 1980 | Praha              | Jiří Knejp              | 7504 bodů         | Martin Machura    | Petr Šářec         |
| MR ČSSR 1981 | Ostrava            | Petr Šářec              | 7452 bodů         | Martin Machura    | Jaroslav Fialkovič |
| MR ČSSR 1982 | Praha              | Martin Machura          | 7854 bodů         | Petr Šářec        | Jiří Knejp         |
| MR ČSSR 1983 | Praha              | Martin Machura          | 7855 bodů         | Roman Hrabaň      | Jaromír Frič       |
| MR ČSSR 1984 | Praha              | Martin Machura          | 7561 bodů         | Jiří Knejp        | Pavel Knob         |
| MR ČSSR 1985 | Praha              | Martin Machura          | 7398 bodů         | Věroslav Valenta  | Jaromír Frič       |
| MR ČSSR 1986 | Bratislava         | Roman Hrabaň            | 7866 bodů         | Věroslav Valenta  | Martin Machura     |
| MR ČSSR 1987 | Třinec             | Věroslav Valenta        | 7922 bodů         | Martin Machura    | Roman Hrabaň       |
| MR ČSSR 1988 | Praha              | Petr Horn               | 6870 bodů         | Lubomír Matoušek  | František Šmíd     |
| MR ČSSR 1989 | Banská Bystrica    | Lubomír Matoušek        | 6939 bodů         | Zdeněk Vymětal    | Miloš Pečinka      |
| MR ČSFR 1990 | Praha              | Věroslav Valenta        | 7294 bodů         | Tomáš Dvořák      | Zdeněk Vymětal     |
| MR ČSFR 1991 | Ostrava            | Petr Horn               | 6691 bodů         | Věroslav Valenta  | Tomáš Volf         |
| MR ČSFR 1992 | Nitra              | Kamil Damašek           | 6956 bodů         | Peter Sóldos      | Dalibor Špoták     |
| MR ČR 1993   | Jablonec nad Nisou | Kamil Damašek           | 7507 bodů         | Miroslav Kvasov   | Jan Poděbradský    |
| MR ČR 1994   | Jablonec nad Nisou | Kamil Damašek           | 7578 bodů         | Petr Soldos       | Roman Šebrle       |
| MR ČR 1995   | Ostrava            | Kamil Damašek           | 7978 bodů         | Roman Šebrle      | Peter Sóldos       |
| MR ČR 1996   | Praha              | Roman Šebrle            | 8210 bodů         | Jan Poděbradský   | Jiří Ryba          |
| MR ČR 1997   | Třinec             | Kamil Damašek           | 7936 bodů         | Martin Jelínek    | Vít Rus            |
| MR ČR 1998   | Jablonec nad Nisou | Aleš Pastrňák           | 7604 bodů         | Kamil Damašek     | Tomáš Komenda      |
| MR ČR 1999   | Ostrava            | Tomáš Komenda           | 7368 bodů         | Kamil Damašek     | Aleš Pastrňák      |
| MR ČR 2000   | Plzeň              | Aleš Pastrňák           | 7801 bodů         | Vít Zákoucký      | Vít Rus            |
| MR ČR 2001   | Jablonec nad Nisou | Pavel Havlíček          | 7253 bodů         | Aleš Pastrňák     | Milan Kohout       |
| MR ČR 2002   | Ostrava            | Jan Poděbradský         | 7974 bodů         | Milan Kohout      | Vít Zákoucký       |
| MR ČR 2003   | Olomouc            | Vít Zákoucký            | 7133 bodů         | Milan Kohout      | Aleš Pastrňák      |
| MR ČR 2004   | Plzeň              | Jan Poděbradský         | 7501 bodů         | Milan Kohout      | Václav Krejčíř     |
| MR ČR 2005   | Kladno             | Josef Karas             | 7252 bodů         | Milan Kohout      | Václav Krejčíř     |
| MR ČR 2006   | Praha              | Josef Karas             | 7837 bodů         | Pavel Baar        | Dominik Špiláček   |
| MR ČR 2007   | Třinec             | Pavel Baar              | 7047 bodů         | Adam Formánek     | Jakub Chomár       |
| MR ČR 2008   | Tábor              | Adam Formánek           | 7446 bodů         | Adam Nejedlý      | David Sazima       |
| MR ČR 2009   | Praha              | David Sazima            | 7494 bodů         | František Staněk  | Pavel Baar         |
| MR ČR 2010   | Třinec             | Pavel Baar              | 7650 bodů         | Adam Nejedlý      | František Staněk   |
| MR ČR 2011   | Brno               | Adam Sebastian Helcelet | 7969 bodů         | David Sazima      | František Staněk   |
| MR ČR 2012   | Vyškov             | Marek Lukáš             | 7448 bodů         | Pavel Baar        | Michal Štefek      |
| MR ČR 2013   | Tábor              | Marek Lukáš             | 7518 bodů         | Adam Hromčík      | Michal Štefek      |
| MR ČR 2014   | Ostrava            | Marek Lukáš             | 7558 bodů         | Adam Hromčík      | Tomáš Vojtek       |
| MR ČR 2015   | Plzeň              | Jindřich Večeřa         | 6976 bodů         | Tomáš Vojtek      | Radoš Rykl         |
| MR ČR 2016   | Tábor              | Marek Lukáš             | 7877 bodů         | Jan Doležal       | Jakub Nosek        |
| MR ČR 2017   | Kladno             | Tomáš Pulíček           | 6932 bodů         | Adam Hromčík      | Radoš Rykl         |
| MR ČR 2018   | Kladno             | Jan Doležal             | 8033 bodů         | Marek Lukáš       | Tomáš Pulíček      |
| MR ČR 2019   | Brno               | Jan Doležal             | 8142 bodů         | Marek Lukáš       | Ondřej Kopecký     |
| MR ČR 2020   | Praha              | Radoš Rykll             | 7130 bodů         | Vilém Stráský     | Petr Urbánek       |
| MR ČR 2021   | Třebíč             | Ondřej Kopecký          | 7502 bodů         | Jonáš Pospíšil    | Vilém Stráský      |
| MR ČR 2022   | Praha              | Ondřej Kopecký          | 8310 bodů Rek. MR | František Doubek  | Vilém Stráský      |
| MR ČR 2023   | Přerov             | Vilém Stráský           | 7826 bodů         | Marek Lukáš       | Roman Baše         |
| MR ČR 2024   | Olomouc            | Adam Sebastian Helcelet | 7850 bodů         | Michal Jára       | Marek Lukáš        |
| MR ČR 2025   |                    |                         |                   |                   |                    |

### Ženy

#### Pětiboj
| Rok                 | Místo             | Zlato                           | Výkon             | Stříbro             | Bronz                |
| ------------------- | ----------------- | ------------------------------- | ----------------- | ------------------- | -------------------- |
| MR ČSR 1945 Trojboj | Brno              | Vlasta Píšová                   | 188 bodů          | Drahomíra Vorlová   | Marie Sedláčková     |
| MR ČSR 1946         | Praha             | Danuše Hiklová                  | 209 bodů          | Soňa Reichová       | Anna Plšková         |
| MR ČSR 1947         | Přerov            | Soňa Reichová                   | 205 bodů          | Bohumila Veselá     | Ludmila Müllerová    |
| MR ČSR 1948         | Přerov            | Vlasta Chlumská-Píšová          | 232 bodů          | Liduška Kvíčerová   | Soňa Reichová        |
| MR ČSR 1949         | České Budějovice  | Olga Modrachová                 | 303 bodů          | Anna Plšková        | Danuše Hiklová       |
| MR ČSR 1950         | Ústí nad Labem    | Olga Modrachová                 | 318 bodů          | Anna Plšková        | Soňa Reichová        |
| MR ČSR 1951         | České Budějovice  | Olga Modrachová                 | 3165 bodů         | Anna Plšková        | Soňa Reichová        |
| MR ČSR 1952         | Hradec Králové    | Dagmar Bosáková                 | 2863 bodů         | Alena Vejsová       | Anna Plšková         |
| MR ČSR 1953         | Ústí nad Labem    | Blahoslava Zvárová              | 2898 bodů         | Zlata Rozkošná      | Alena Vejsová        |
| MR ČSR 1954         | Opava             | Olga Modrachová                 | 3436 bodů         | Liduška Ajglová     | Anna Plšková         |
| MR ČSR 1955         | Plzeň             | Olga Modrachová                 | 3603 bodů         | Anna Plšková        | Anna Baranovská      |
| MR ČSR 1956         | Soběslav          | Alena Schusterová               | 3028 bodů         | Anna Plšková        | Dagmar Richterová    |
| MR ČSR 1957         | Plzeň             | Olga Davidová                   | 4134 bodů         | Anna Plšková        | Miroslava Trkalová   |
| MR ČSR 1958         | Kutná Hora        | Olga Davidová                   | 3953 bodů         | Alena Schusterová   | Marie Kubcová        |
| MR ČSR 1959         | Olomouc           | Olga Fomenková                  | 4163 bodů         | Alena Schusterová   | Marie Kubcová        |
| MR ČSSR 1960        | Plzeň             | Olga Fomenková                  | 4148 bodů         | Alena Hejtmánková   | Marie Weingärtnerová |
| MR ČSSR 1961        | Hradec Králové    | Olga Fomenková                  | 4264 bodů         | Alena Schusterová   | Biruta Valaitisová   |
| MR ČSSR 1962        | Gottwaldov        | Olga Fomenková                  | 4264 bodů         | Jana Vítová         | Libuše Hanzelová     |
| MR ČSSR 1963        | Košice            | Olga Fomenková                  | 4377 bodů         | Vlasta Přikrylová   | Alena Schusterová    |
| MR ČSSR 1964        | České Budějovice  | Vlasta Přikrylová               | 4502 bodů         | Jiřina Juroszková   | Olga Fomenková       |
| MR ČSSR 1965        | Prostějov         | Jitka Potrebuješová             | 4458 bodů         | Alena Schusterová   | Jiřina Juroszková    |
| MR ČSSR 1966        | Litvínov          | Olga Fomenková                  | 4415 bodů         | Jitka Potrebuješová | Anna Majtánová       |
| MR ČSSR 1967        | Pardubice         | Eva Kucmanová                   | 4550 bodů         | Jitka Potrebuješová | Olga Fomenková       |
| MR ČSSR 1968        | Mladá Boleslav    | Jitka Potrebuješová             | 4504 bodů         | Olga Fomenková      | Miroslava Březíková  |
| MR ČSSR 1969        | Považská Bystrica | Jitka Potrebuješová             | 4521 bodů         | Miroslava Březíková | Ivana Vlasáková      |
| MR ČSSR 1970        | Ostrava           | Jitka Birnbaumová-Potrebuješová | 4592 bodů         | Miroslava Březíková | Anna Ihringová       |
| MR ČSSR 1971        | Praha             | Miroslava Březíková             | 4714 bodů Rek. MR | Jiřina Borešová     | Anna Ihringová       |
| MR ČSSR 1972        | Praha             | Miroslava Březíková             | 4159 bodů         | Anna Ihringová      | Jitka Birnbaumová    |
| MR ČSSR 1973        | Banská Bystrica   | Miroslava Březíková             | 3915 bodů         | Anna Ihringová      | Marie Severýnová     |
| MR ČSSR 1974        | Praha             | Vanda Nováková                  | 4120 bodů         | Anna Ihringová      | Marcela Koblasová    |
| MR ČSSR 1975        | Bratislava        | Miroslava Březíková             | 4004 bodů         | Marcela Koblasová   | Anna Šrámková        |
| MR ČSSR 1976        | Třinec            | Marcela Koblasová               | 4044 bodů         | Marie Belhová       | Alena Spalovská      |
| MR ČSSR 1977        | Ostrava           | Marcela Koblasová               | 4045 bodů         | Alena Spalovská     | Kateřina Vocásková   |
| MR ČSSR 1978        | Praha             | Marcela Koblasová               | 4279 bodů         | Vanda Nováková      | Jana Hrazdírová      |
| MR ČSSR 1979        | Praha             | Marcela Koblasová               | 4128 bodů         | Taťána Fajtová      | Miriam Valentová     |
| MR ČSSR 1980        | Praha             | Marcela Koblasová               | 4347 bodů         | Vanda Nováková      | Helena Otáhalová     |

### Ženy

#### Sedmiboj
| Rok          | Místo              | Zlato                | Výkon             | Stříbro                | Bronz                 |
| ------------ | ------------------ | -------------------- | ----------------- | ---------------------- | --------------------- |
| MR ČSSR 1981 | Ostrava            | Marcela Koblasová    | 5856 bodů         | Helena Otáhalová       | Drahomíra Dryeová     |
| MR ČSSR 1982 | Praha              | Helena Otáhalová     | 5761 bodů         | Vanda Nováková         | Zuzana Mrákavová      |
| MR ČSSR 1983 | Praha              | Marcela Koblasová    | 6087 bodů         | Helena Otáhalová       | Blanka Najbrtová      |
| MR ČSSR 1984 | Praha              | Marcela Koblasová    | 6044 bodů         | Zuzana Lajbnerová      | Michaela Mohaplová    |
| MR ČSSR 1985 | Praha              | Zuzana Lajbnerová    | 5868 bodů         | Marcela Koblasová      | Vanda Nováková        |
| MR ČSSR 1986 | Bratislava         | Zuzana Lajbnerová    | 5916 bodů         | Jana Vyštejnová        | Renata Staňová        |
| MR ČSSR 1987 | Třinec             | Helena Otáhalová     | 6034 bodů         | Jana Vyštejnová        | Zuzana Mrákavová      |
| MR ČSSR 1988 | Praha              | Vanda Nováková       | 5700 bodů         | Jana Schreibmeierová   | Petra Čabanová        |
| MR ČSSR 1989 | Banská Bystrica    | Marcela Podracká     | 6034 bodů         | Helena Jónová          | Dagmar Vávrů          |
| MR ČSFR 1990 | Praha              | Zuzana Valentová     | 5965 bodů         | Dagmar Urbánková-Vávrů | Martina Blažková      |
| MR ČSFR 1991 | Ostrava            | Martina Blažková     | 4940 bodů         | Dana Jandová           | Monika Mihalovičová   |
| MR ČSFR 1992 | Nitra              | Marcela Podracká     | 5987 bodů         | Martina Blažková       | Petra Šebelková       |
| MR ČR 1993   | Jablonec nad Nisou | Dagmar Urbánková     | 5508 bodů         | Dana Jandová           | Kateřina Nekolná      |
| MR ČR 1994   | Jablonec nad Nisou | Dana Jandová         | 5157 bodů         | Martina Blažková       | Petra Šebelková       |
| MR ČR 1995   | Ostrava            | Kateřina Nekolná     | 5278 bodů         | Jana Klečková          | Petra Šebelková       |
| MR ČR 1996   | Praha              | Helena Vinařová      | 5867 bodů         | Kateřina Nekolná       | Jana Klečková         |
| MR ČR 1997   | Třinec             | Jana Klečková        | 5531 bodů         | Hana Doleželová        | Petra Šebelková       |
| MR ČR 1998   | Jablonec nad Nisou | Kateřina Nekolná     | 5860 bodů         | Jana Klečková          | Šárka Beránková       |
| MR ČR 1999   | Ostrava            | Kateřina Nekolná     | 5898 bodů         | Jana Klečková          | Helena Vinařová       |
| MR ČR 2000   | Plzeň              | Šárka Beránková      | 6079 bodů         | Michaela Hejnová       | Barbora Špotáková     |
| MR ČR 2001   | Jablonec nad Nisou | Kateřina Nekolná     | 5689 bodů         | Jana Klečková          | Barbora Špotáková     |
| MR ČR 2002   | Ostrava            | Šárka Beránková      | 5995 bodů         | Jana Klečková          | Petra Borovičková     |
| MR ČR 2003   | Olomouc            | Jana Klečková        | 5601 bodů         | Barbara Szlendaková    | Petra Šindelářová     |
| MR ČR 2004   | Plzeň              | Michaela Hejnová     | 6065 bodů         | Petra Šindelářová      | Lucie Kostnerová      |
| MR ČR 2005   | Kladno             | Michaela Hejnová     | 5596 bodů         | Lucie Kostnerová       | Marie Burešová        |
| MR ČR 2006   | Praha              | Denisa Ščerbová      | 5828 bodů         | Jana Korešová          | Marie Burešová        |
| MR ČR 2007   | Třinec             | Michaela Hejnová     | 5618 bodů         | Nikola Ogrodníková     | Jana Korešová         |
| MR ČR 2008   | Tábor              | Eliška Klučinová     | 5707 bodů         | Jana Korešová          | Kateřina Konvalinková |
| MR ČR 2009   | Praha              | Eliška Klučinová     | 5592 bodů         | Kateřina Konvalinková  | Lucie Fišerová        |
| MR ČR 2010   | Třinec             | Kateřina Cachová     | 5414 bodů         | Jitka Moudrá           | Markéta Malariková    |
| MR ČR 2011   | Brno               | Jana Korešová        | 5663 bodů         | Alena Galertová        | Kateřina Vodová       |
| MR ČR 2012   | Vyškov             | Markéta Malariková   | 5352 bodů         | Aneta Komrsková        | Alena Galertová       |
| MR ČR 2013   | Tábor              | Kateřina Cachová     | 5702 bodů         | Alena Galertová        | Aneta Komrsková       |
| MR ČR 2014   | Ostrava            | Alena Galertová      | 5186 bodů         | Šárka Hezoučká         | Lucie Osobová         |
| MR ČR 2015   | Plzeň              | Michaela Broumová    | 5295 bodů         | Aneta Komrsková        | Katarína Kuštárová    |
| MR ČR 2016   | Tábor              | Kateřina Cachová     | 6285 bodů         | Katarína Kuštárová     | Stanislava Lajčáková  |
| MR ČR 2017   | Kladno             | Kateřina Cachová     | 6337 bodů Rek. MR | Eliška Klučinová       | Jana Novotná          |
| MR ČR 2018   | Kladno             | Barbora Zatloukalová | 5557 bodů         | Kateřina Dvořáková     | Anna Kerbachová       |
| MR ČR 2019   | Brno               | Jana Novotná         | 5905 bodů         | Kateřina Dvořáková     | Barbora Dvořáková     |
| MR ČR 2020   | Praha              | Jana Novotná         | 5878 bodů         | Kateřina Dvořáková     | Barbora Zatloukalová  |
| MR ČR 2021   | Třebíč             | Dorota Skřivanová    | 5773 bodů         | Barbora Zatloukalová   | Jana Novotná          |
| MR ČR 2022   | Praha              | Dorota Skřivanová    | 6073 bodů         | Kateřina Dvořáková     | Barbora Zatloukalová  |
| MR ČR 2023   | Přerov             | Dorota Skřivanová    | 5743 bodů         | Kateřina Dvořáková     | Veronika Nedvědová    |
| MR ČR 2024   | Olomouc            | Anna Kerbachová      | 5643 bodů         | Natálie Olivová        | Adéla Tkáčová         |
| MR ČR 2025   |                    |                      |                   |                        |                       |